# The Morning After (canção de Maureen McGovern)
 "The Morning After" (também conhecido como "The Song from The Poseidon Adventure") é uma canção escrita por Al Kasha e Joel Hirschhorn para o filme de 1972 The Poseidon Adventure. Ganhou o Oscar de Melhor Canção Original em 1972 no 45º Oscar em março de 1973.  Após o lançamento do filme, ele foi gravado por Maureen McGovern e se tornou um single de sucesso para ela após seu lançamento em maio de 1973. Foi o hit número um nos EUA por duas semanas em agosto de 1973 e se tornou um disco de ouro. A Billboard classificou-a como a canção número 28 em 1973.
A versão de Maurren McGovern faz parte da trilha sonora da American Horror Story: Apocalypse.

## Créditos

### Versão de Maureen McGovern
- Maureen McGovern - vocais
- Joe Hudson - arranjo, condutor
- Bob Fraser - guitarra
- Bill Severance - bateria, percussão

## Gráficos
| Chart (1973)                    | Posição |
| ------------------------------- | ------- |
| Australia (Kent Music Report)   | 1       |
| Australia (Go Set)              | 2       |
| Canada (RPM) Top Singles        | 3       |
| Canada Adult Contemporary (RPM) | 4       |
| South Africa (Springbok)        | 4       |
| US Billboard Hot 100            | 1       |
| US Billboard Adult Contemporary | 6       |

| Chart (1973)                | Rank |
| --------------------------- | ---- |
| Australia Kent Music Report | 16   |
| Australia Go Set            | 17   |
| Canada Top Singles          | 33   |
| US Billboard Hot 100        | 28   |